# Viktor Sjalimov
Viktor Ivanovitsj Sjalimov (Russisch:Виктор Иванович Шалимов) (Solnetsjnogorsk, 20 april 1951) is een Sovjet-Russisch ijshockeyer. 
Sjalimov won tijdens de Olympische Winterspelen 1976 de gouden medaille.
In totaal werd Sjalimov driemaal wereldkampioen (1975, 1981, 1983).
Sjalimov speelde van 1969 tot 1985 voor HC Spartak Moskou. Van 1985 tot en met 1988 speelde Sjalimov drie seizoenen in Oostenrijk.